# Glane (Vienne)
Die Glane ist ein Fluss in Frankreich, der im Département Haute-Vienne in der Region Nouvelle-Aquitaine verläuft. Sie entspringt im Gemeindegebiet von Saint-Jouvent, entwässert generell in südwestlicher Richtung und mündet nach rund 41 Kilometern in der Kleinstadt Saint-Junien, zwischen den Vororten Glane und Pont Sainte-Elisabeth, als rechter Nebenfluss in die Vienne.

## Orte am Fluss
(Reihenfolge in Fließrichtung)
- Saint-Jouvent
- Nieul
- Saint-Gence
- Oradour-sur-Glane
- Saint-Junien

## Sehenswürdigkeiten
- Centre de la mémoire, Gedächtnisstätte für das Massaker von Oradour im Zweiten Weltkrieg.